# Исток (Кабанский район)
Исто́к (бур. Эхин Үндэhэн) — село в Кабанском районе Бурятии. Входит в сельское поселение «Посольское».

## География
Расположено в 10 км к северо-востоку от центра сельского поселения, села Посольское, на южном берегу залива Сор-Черкалово озера Байкал, на 47-м километре республиканской автодороги 03К-040 Береговая — Кабанск — Посольское. К юго-западу от села находится рекреационная местность Лемасово.

## Население
| 2002 | 2010 |
| ---- | ---- |
| 318  | ↘262 |